# Normandie-Niemen
El Escuadrón de Caza Normandie-Niemen (en ruso: Нормандия-Неман) es un escuadrón de la Fuerza Aérea Francesa. Sirvió en el frente oriental del Teatro Europeo en la Segunda Guerra Mundial.

## Descripción
La unidad se creó a mediados de 1943 durante la Segunda Guerra Mundial. Inicialmente un grupo de pilotos de cazas franceses enviados a ayudar a las fuerzas soviéticas en el Frente Oriental a sugerencia de Charles de Gaulle, líder de la Francia Libre, quien consideraba de vital importancia la participación de los franceses en todos los frentes de la guerra.
La unidad fue originalmente el 3.er Grupo de Caza "Normandie" (GC3 Groupe de Chasse 3) de la Fuerza Aérea Francesa. Su primer comandante fue Jean Tulasne. Participaron en tres campañas al lado de la Unión Soviética entre el 22 de marzo de 1943 y el 9 de mayo de 1945, tiempo durante el cual destruyeron 273 aviones enemigos, por lo que recibieron muchas citaciones y condecoraciones de Francia y la URSS, incluida la francesa Légion d'Honneur y la soviética Orden de la Bandera Roja. Iósif Stalin galardonó con el nombre de unidad Niemen por su participación en la Batalla del río Niemen de 1944.

## Aviones utilizados
- Yakovlev UT-2
- Polikarpov Po-2
- Yakovlev Yak-7V
- Yakovlev Yak-1b
- Yakovlev Yak-9D
- Yakovlev Yak-3
- Yakovlev Yak-6
- De Havilland Mosquito
- P-63 Kingcobra
- Grumman F6F Hellcat
- Republic P-47 Thunderbolt
- S.N.C.A.S.E. SE-535 'Mistral'
- SO.4050 Vautour

## Literatura
- Normandie Niemen, Yves Courrière, ómnibus, 2004 ISBN 2-258-06171-7
- Un du Normandie-Niemen, Roger Sauvage, Poche, 1971 ISBN B0000DOP3V